# Drag Race España All Stars
Drag Race España All Stars è un programma televisivo spagnolo, in onda sulla piattaforma streaming ATRESplayer nel 2024.
Si tratta del primo spin-off del programma Drag Race España, nonché la prima versione All Stars ad essere prodotta dopo la versione statunitense. In questa versione, alcune delle concorrenti che hanno preso parte in una delle passate edizioni di Drag Race prendono parte ad una nuova competizione per poter entrare nella Drag Race Hall of Fame.
Come nelle edizione classiche, le concorrenti devono mostrare le loro doti d'intrattenitrici cimentandosi in varie sfide. Ogni settimana le loro performance vengono valutate da vari giudici: tra essi quelli fissi sono la drag queen nonché presentatrice Supremme de Luxe, Ana Locking, Javier Calvo, Javier Ambrossi, mentre i giudici ospiti variano ogni settimana. Al termine dell'episodio una concorrente viene eliminata; l'ultima delle quali verrà incoronata e avrà diritto di essere inserita nella Drag Race Hall of Fame.

## Format

### Giudici fissi
| Giudice          | Edizioni |
| Giudice          | 1        |
| ---------------- | -------- |
| Supremme de Luxe | Fisso    |
| Ana Locking      | Fisso    |
| Javier Calvo     | Fisso    |
| Javier Ambrossi  | Fisso    |

- Supremme de Luxe (edizione 1), drag queen spagnola, attiva sin dagli anni '90 ha preso parte a molti spettacoli e programmi televisivi in Spagna e America Latina.
- Ana Locking (edizione 1), stilista spagnola, attiva dal 1997 ha ricevuto molti riconoscimenti tra cui due Premio L'Oreal.
- Javier Calvo (edizione 1), attore e regista spagnolo, ha preso parte a molte serie televisive spagnole tra cui Paquita Salas e Veneno.
- Javier Ambrossi (edizione 1), attore e regista spagnolo, ha preso parte a molte serie televisive spagnole tra cui Paquita Salas e Veneno.

## Edizioni
| Edizione | Concorrenti | Episodi | Prima TV Spagna | Prima TV Italia | Vincitrice   | Miss Simpatia        |
| -------- | ----------- | ------- | --------------- | --------------- | ------------ | -------------------- |
| 1ª       | 9           | 7       | 2024            | inedita         | Drag Sethlas | Samantha Ballentines |

### Prima edizione
La prima edizione di Drag Race España All Stars va in onda in Spagna a partire dal 4 febbraio 2024, mentre il cast è stato annunciato il 14 gennaio 2024. Le concorrenti che hanno preso parte sono: Drag Sethlas, Hornella Góngora, Juriji der Klee, Onyx Unleashed, Pakita, Pink Chadora, Pupi Poisson, Sagittaria e Samantha Ballentines.

## Concorrenti
Le concorrenti che hanno preso parte al programma alla prima edizione sono state (in ordine di eliminazione):
| Edizioni | Vincitrice   | Finaliste            | 3°                               | 4°                               | 5°           | 6°         | 7°     | 8°             | 9°           |
| -------- | ------------ | -------------------- | -------------------------------- | -------------------------------- | ------------ | ---------- | ------ | -------------- | ------------ |
| 1ª       | Drag Sethlas | Samantha Ballentines | Hornella Góngora Juriji der Klee | Hornella Góngora Juriji der Klee | Pupi Poisson | Sagittaria | Pakita | Onyx Unleashed | Pink Chadora |

Legenda:
     La concorrente è stata nominata Miss Drag Simpatia